# Lilly Goodman
Lilly Goodman, (née le 19 décembre 1979  à Saint-Domingue, République dominicaine) est une chanteuse de pop chrétienne et de gospel évangélique. Elle a gagné un Premio Arpa en 2009 pour la chanson chrétienne de l’année, «Al final».  Lilly vit aux États-Unis depuis 2009.

## Biographie
Lilly Goodman est née de parents dominicains. Il a fallu attendre 1999, pour l'enregistrement de son premier album intitulé Contigo Dios (Avec Toi Dieu), sorti en 2000. Des années plus tard, Lilly devient partie intégrante du label Vástago Producciones, dirigé par Jesus Adrian Romero, entraînant un deuxième projet musical Vuelve a casa ('´Reviens à la maison) enregistré en 2003 à El Paso, États-Unis. En 2006, Goodman lance la production Sobreviviré  (Je survivrai) et est produite par Juan Carlos Rodriguez.
En 2007, Lilly Goodman épouse l'américain David M. Hegwood. Ils dirigent ensemble le ministère Promesas Producciones.  L’album Sin miedo a nada (Sans peur de rien), sortira en 2008. En 2009, la chanson « Al final » devient un succès et obtient un Premios Arpa pour la chanson chrétienne de l’année.  Depuis 2009, Goodman, son mari et leur fils Liam sont membres de la congrégation de l'Église chrétienne évangélique Gateway Church à Southlake, aux États-Unis, où Goodman sert en tant que responsable.
Elle a donné des concerts dans plusieurs pays d’Amérique. Elle a également partagé la scène et a collaboré avec Marcos Witt, Alex Campos, Jesus Adrian Romero, Jaci Velasquez ou encore Marcos Vidal.

## Discographie
Depuis 1999, Lilly Goodman a enregistré huit albums :
1. Contigo Dios (2000)
2. Lilly and US (2002)
3. Vuelve a casa (2003)
4. Abrigo (2004)
5. Sobreviviré (2006)
6. Sin miedo a nada (2008)
7. La compilación (2010)
8. Amor, favor y gracia (2013)